# Macolor niger
Macolor niger là một loài cá biển thuộc chi Macolor trong họ Cá hồng. Loài này được mô tả lần đầu tiên vào năm 1775.

## Từ nguyên
Tính từ định danh niger trong tiếng Latinh có nghĩa là "đen", hàm ý đề cập đến màu sắc của loài cá này.

## Phạm vi phân bố và môi trường sống
M. niger có phân bố rộng khắp khu vực Ấn Độ Dương - Thái Bình Dương, bao gồm cả phía nam Biển Đỏ. Từ Đông Phi, phạm vi của loài này trải dài về phía đông đến quần đảo Marshall, quần đảo Samoa và Tonga, ngược lên phía bắc đến Nhật Bản, xa về phía nam đến Nam Phi và Úc. M. niger cũng được ghi nhận tại vùng biển Việt Nam.
M. niger sống trên các rạn san hô ở độ sâu đến ít nhất là 90 m và có thể hợp thành đàn.

## Mô tả

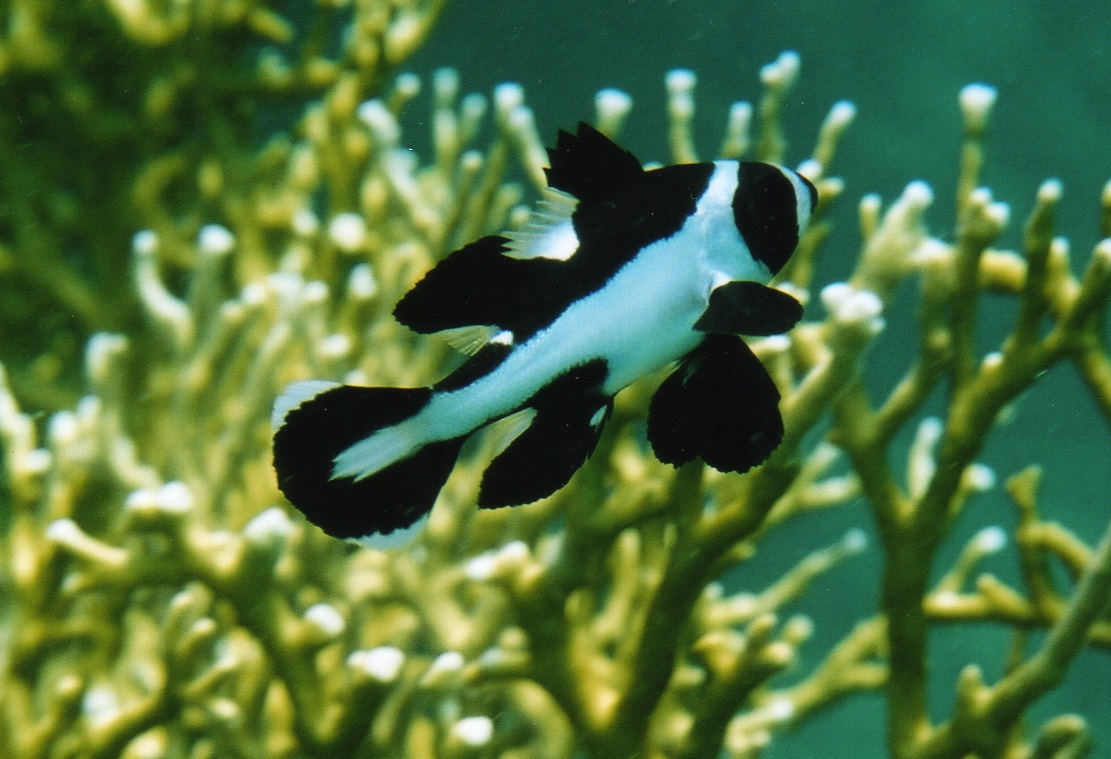
Cá con

Chiều dài cơ thể lớn nhất được ghi nhận ở M. niger là 75 cm, nhưng thường thấy hơn ở chiều dài khoảng 35 cm. Những cá thể nhỏ hơn 24 cm (chiều dài tiêu chuẩn) có các dải sọc đen–trắng trên thân (trong đó có một dải băng dọc qua mắt), kèm theo vài đốm trắng ở thân trên. Vệt trắng ở chóp các thùy vây đuôi và giữa vây. Các vây màu đen. Cá trưởng thành có màu nâu xám hoặc nâu đen.
Số gai ở vây lưng: 10; Số tia vây ở vây lưng: 13–15; Số gai ở vây hậu môn: 3; Số tia vây ở vây hậu môn: 10–11; Số tia vây ở vây ngực: 16–18; Số vảy ống đường bên: 49–58.

## Sinh thái
Thức ăn của M. niger là các loài cá nhỏ hơn và động vật giáp xác.
Những loài Macolor có thể sống đến 40–50 năm, tuy nhiên đồng loại của M. niger là Macolor macularis có tuổi thọ lên đến 81, khiến chúng trở thành loài cá rạn san hô nhiệt đới sống thọ nhất được ghi nhận cho đến nay.

## Thương mại
M. niger chủ yếu được đánh bắt thủ công, thường được bán tươi ở các chợ cá.